# Byron Guamá
Byron Patricio Guamá de la Cruz (* 14. Juni 1985 in San Isidro, Carchi) ist ein ehemaliger ecuadorianischer Radrennfahrer. Guamá bestritt sowohl Bahn- als auch Straßenradrennen.

## Werdegang
2003 gewann er gemeinsam mit Segundo Navarrete die panamerikanischen Jugendmeisterschaften in der Disziplin Madison. Mit demselben Partner nahm er auch an den Panamerikanischen Spielen 2007 in Brasilien teil. Daneben vertrat er sein Land auch in der Mannschaftsverfolgung bei verschiedenen internationalen Wettbewerben. Bei den Südamerikaspielen 2010 gewann er im Madison mit Carlos Quishpe die Bronzemedaille, ebenso bei der  Panamerikameisterschaft 2012 mit José Ragonessi.
In Straßenradsport erreichte er als ersten großen Erfolg 2004 den Sieg in der Gesamtwertung des Etappenrennens Vuelta a Ecuador. Es folgten Titelgewinne im Straßenrennen der Panamerikameisterschaften 2014 und 2015 und den ecuadorianischen Meisterschaften 2007 und 2014. Außerdem gewann er die Gesamtwertungen der Doble Sucre Potosi Grand Prix 2008, der Vuelta al Ecuador 2010, Volta Ciclística Internacional do Rio Grande do Sul 2015 und zahlreiche Tagesabschnitte internationaler Etappenrennen.

## Erfolge

### Bahn
2003
- Panamerikameisterschaft – Madison (Jugend)

2010
- Südamerikaspiele – Madison (mit Carlos Quishpe)

2012
- Panamerikameisterschaft – Madison (mit José Ragonessi)

### Straße
2006
- eine Etappe Vuelta a Guatemala

2007
- Ecuadorianischer Meister – Straßenrennen
- eine Etappe Vuelta a Guatemala
- eine Etappe Vuelta a Ecuador

2008
- Gesamtwertung und zwei Etappen Doble Sucre Potosi Grand Prix
- eine Etappe Vuelta a Chihuahua
- Gesamtwertung und vier Etappen Vuelta a Ecuador

2009
- zwei Etappen Vuelta a Guatemala
- zwei Etappen Vuelta al Ecuador

2010
- Gesamtwertung und zwei Etappen Vuelta al Ecuador

2011
- zwei Etappen Vuelta a Colombia

2012
- eine Etappe Vuelta a Colombia
- eine Etappe Vuelta Mundo Maya

2013
- zwei Etappen Vuelta a Colombia

2014
- eine Etappe Volta ao Alentejo
- Panamerikameister – Straßenrennen
- Ecuadorianischer Meister – Straßenrennen

2015
- Gesamtwertung und zwei Etappen Volta Ciclística Internacional do Rio Grande do Sul
- eine Etappe Vuelta Mexico
- Panamerikameister – Straßenrennen

2016
- eine Etappe Volta Ciclística Internacional do Rio Grande do Sul
- eine Etappe Vuelta a Venezuela
- eine Etappe Vuelta a Guatemala

2017
- drei Etappen Vuelta a Guatemala

2018
- eine Etappe Vuelta a Venezuela

2019
- eine Etappe und Punktewertung Vuelta a Costa Rica

2020
- Sprintwertung Tour Colombia
- Punktewertung und Bergwertung Vuelta a Guatemala
- drei Etappen Vuelta al Ecuador

## Teams
- 2008 Canel’s Turbo Mayordomo
- 2009 Burgos Monumental-Castilla y León
- 2010 Burgos 2016-Castilla y León
- 2011 Movistar Continental Team
- 2012 Movistar Continental Team
- 2014 Team Ecuador
- 2015 Team Ecuador
- 2016 Team Ecuador
- 2017 Team Ecuador
- 2018 Team Ecuador
- 2019 Movistar Team Ecuador
- 2020 Best PC Ecuador